# Aljona Sasova
Aljona Sasova (* 11. Februar 1988 in Tallinn) ist eine estnische Fußballspielerin.
Sasova spielt aktuell beim Spordiklubi FC Levadia Tallinn und bestritt für die Nationalmannschaft Estlands bisher 29 Länderspiele.